# Dracula diabola
Dracula diabola är en orkidéart som beskrevs av Carlyle August Luer och Rodrigo Escobar. Dracula diabola ingår i släktet Dracula och familjen orkidéer. Inga underarter finns listade i Catalogue of Life.

## Bildgalleri

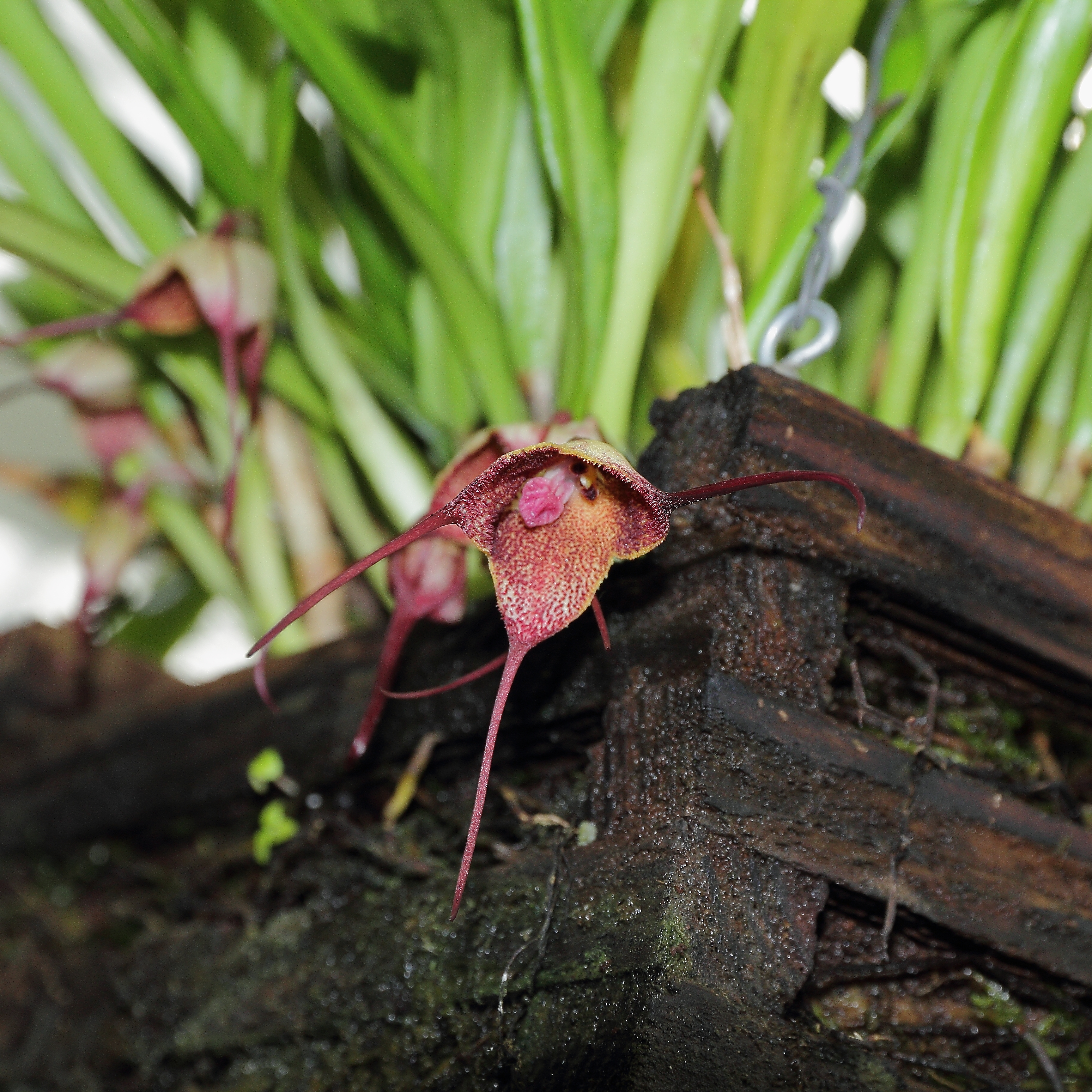